# Kraśniów
Kraśniów – wieś w Polsce położona w województwie świętokrzyskim, w powiecie kazimierskim, w gminie Opatowiec.
| SIMC    | Nazwa            | Rodzaj  |
| ------- | ---------------- | ------- |
| 0257800 | Kraśniów-Kolonia | kolonia |

Wieś związana jest z pobytem pierwszego polskiego świętego, Andrzeja Świerada.  
W tej wsi mieszkał Bolesław Dybała – dziadek Paulo Dybali, piłkarza, reprezentanta Argentyny.
W latach 1975–1998 miejscowość administracyjnie należała do województwa kieleckiego.